# Podsłońce

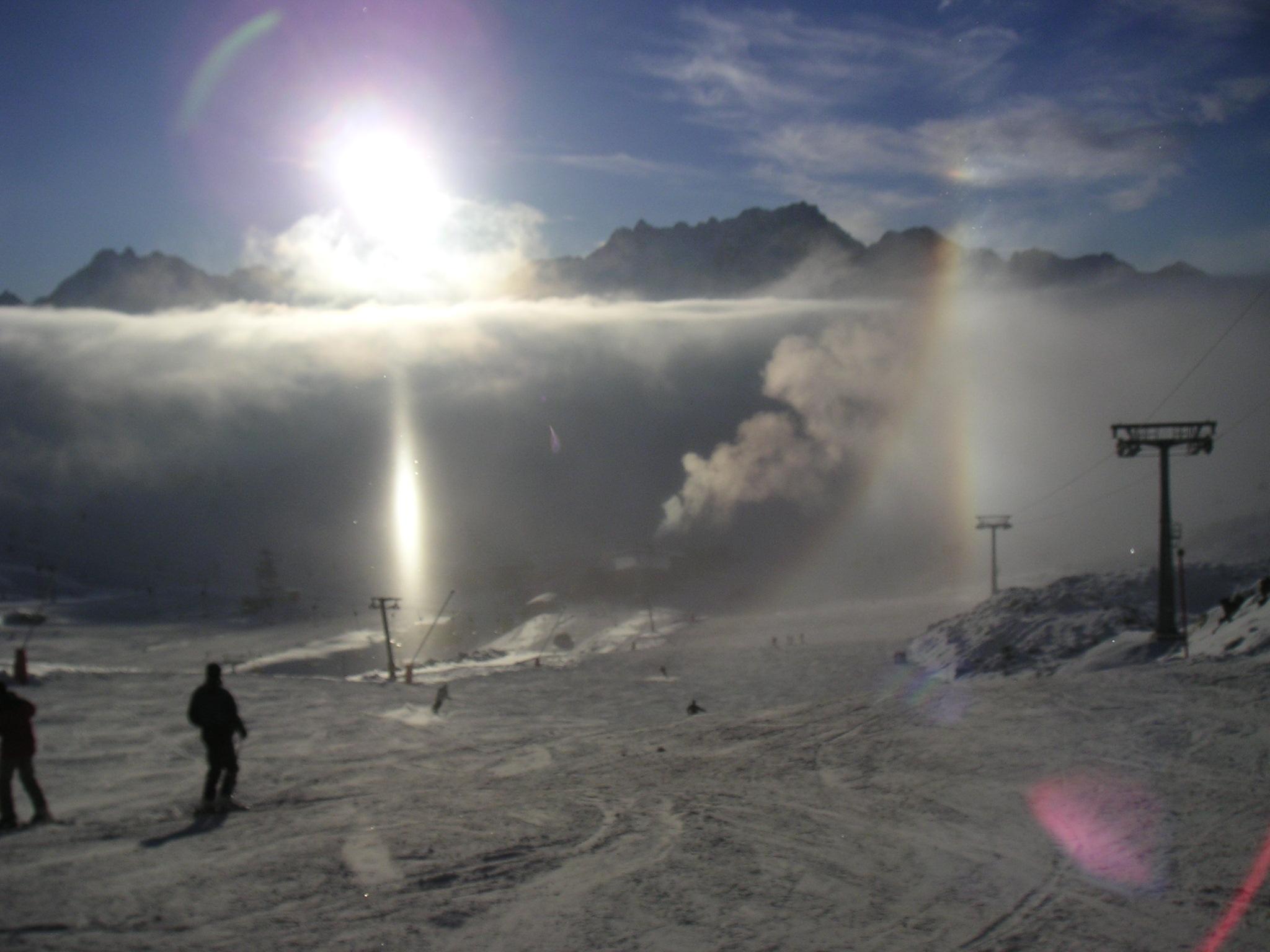
Jasne podsłońce widoczne poniżej Słońca na tle chmur, wraz z podsłońcem pobocznym po prawej stronie

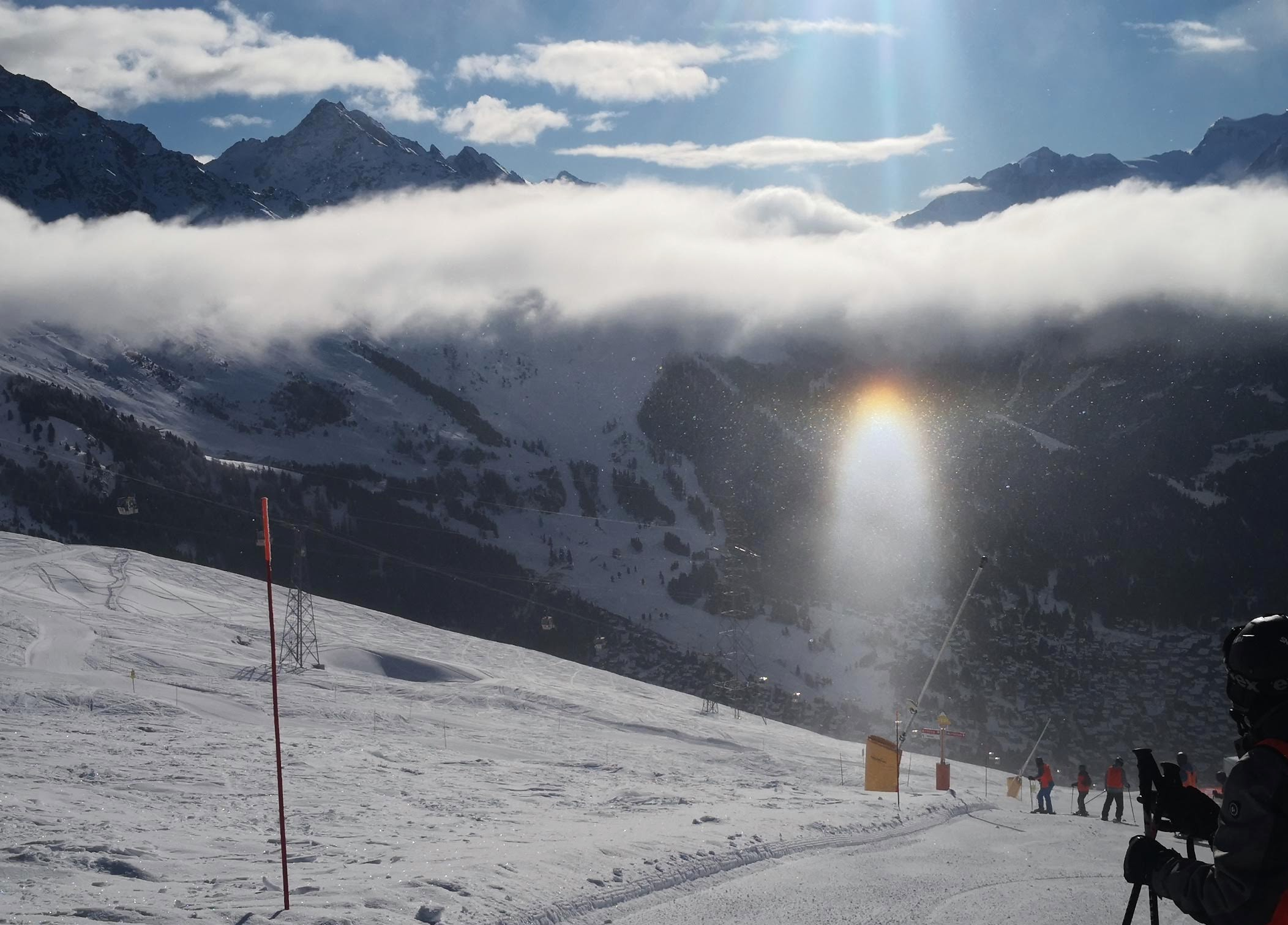

Podsłońce – zjawisko halo przyjmujące postać jasnej, wydłużonej plamy światła, widocznej poniżej Słońca, pod horyzontem. Powstaje na skutek odbicia promieni słonecznych od zorientowanych poziomo powierzchni dużej liczby płaskich kryształków lodu znajdujących się w atmosferze. Podsłońcu towarzyszą często także podsłońca poboczne (subparhelia) – odpowiednik słońc pobocznych (parhelionów), na tej samej wysokości, co podsłońce.
Najłatwiej je zaobserwować przebywając powyżej warstwy chmur zawierającej odpowiednie kryształy lodu, czyli np. z pokładu samolotu. Również w wysokich górach zdarzają się dogodne warunki obserwacyjne.
Podsłońce, jak wszystkie zjawiska typu halo, można zaobserwować wyłącznie wtedy, gdy w atmosferze są chmury lodowe.